# Neoplocaederus caroli
Neoplocaederus caroli är en skalbaggsart som först beskrevs av Leprieur 1876.  Neoplocaederus caroli ingår i släktet Neoplocaederus och familjen långhorningar. Inga underarter finns listade i Catalogue of Life.